# دوبسون (كارولاينا الشمالية)
دوبسون (بالإنجليزية: Dobson)‏ هي مدينة أمريكية ومركز مقاطعة سوري في ولاية كارولاينا الشمالية في الولايات المتحدة الأمريكية.

## التركيبة السكانية
حدّد مكتب تعداد الولايات المتحدة بيانات التركيبة السكانية لدوبسون في تعداد الولايات المتحدة. في ما يلي، التركيبة السكانية حسب تعدادي 2000 و2010.

### تعداد عام 2000
بلغ عدد سكان دوبسون 1,457 نسمة بحسب تعداد عام 2000، وبلغ عدد الأسر 555 أسرة وعدد العائلات 339 عائلة مقيمة في البلدة. في حين سجلت الكثافة السكانية 279.1 نسمة لكل كيلومتر مربع (722.9/ميل2). وبلغ عدد الوحدات السكنية 594 وحدة بمتوسط كثافة قدره 113.8 لكل كيلومتر مربع (294.7/ميل2).
وتوزع التركيب العرقي للبلدة بنسبة 75.84% من البيض و3.91% من الأمريكيين الأفارقة و0.41% من الأمريكيين الأصليين و19.42% من الأعراق الأخرى و0.41% من عرقين مختلطين أو أكثر و25.81% من الهسبانيون أو اللاتينيون من أي عرق.
بلغ عدد الأسر 555 أسرة كانت نسبة 32.6% منها لديها أطفال تحت سن الثامنة عشر تعيش معهم، وبلغت نسبة الأزواج القاطنين مع بعضهم البعض 45.6% من أصل المجموع الكلي للأسر، ونسبة 9.4% من الأسر كان لديها معيلات من الإناث دون وجود شريك، بينما كانت نسبة 6.1% من الأسر لديها معيلون من الذكور دون وجود شريكة وكانت نسبة 38.9% من غير العائلات. تألفت نسبة 33.7% من أصل جميع الأسر من عدة أفراد يعيشون في نفس المنزل ونسبة 18.4% كانت تتألف من شخص يعيش بمفرده يبلغ من العمر 65 عاماً أو أكثر. وبلغ متوسط حجم الأسرة المعيشية 2.37، أما متوسط حجم العائلات فبلغ 3.03.
بلغ العمر الوسطي للسكان 34.9 عاماً. وكانت نسبة 22.2% من القاطنين تحت سن الثامنة عشر، وكانت نسبة 10.4% بين الثامنة عشر والرابعة والعشرين عاماً، ونسبة 25.5% كانت واقعةً في الفئة العمرية ما بين الخامسة والعشرين والرابعة والأربعين عاماً، ونسبة 18.1% كانت ما بين الخامسة والأربعين والرابعة والستين، ونسبة 14% كانت ضمن فئة الخامسة والستين عاماً فما فوق. يوجد لكل 100 أنثى 104.5 ذكر، ويوجد لكل 100 أنثى في الثامنة عشر من عمرها فما فوق 95.8 ذكر.
بلغ متوسط دخل الأسرة في البلدة 26,765 دولارًا، أما متوسط دخل العائلة فبلغ 34,792 دولارًا. وكان متوسط دخل الذكور 22,050 دولارًا مقابل 21,000 دولارًا للإناث. وسجل دخل الفرد الخاص بالبلدة 19,346 دولارًا. وكانت نسبة 17.8% من العائلات ونسبة 23.3% من السكان تحت خط الفقر، وكان من هؤلاء نسبة 29.2% تحت سن الثامنة عشر ونسبة 22.9% في الخامسة والستين من العمر وما فوق.

### تعداد عام 2010
بلغ عدد سكان دوبسون 1,586 نسمة بحسب تعداد عام 2010، وبلغ عدد الأسر 586 أسرة وعدد العائلات 325 عائلة مقيمة في البلدة. في حين سجلت الكثافة السكانية 303.8 نسمة لكل كيلومتر مربع (786.8/ميل2). وبلغ عدد الوحدات السكنية 641 وحدة بمتوسط كثافة قدره 122.8 لكل كيلومتر مربع (318.1/ميل2).
وتوزع التركيب العرقي للبلدة بنسبة 78.31% من البيض و4.16% من الأمريكيين الأفارقة و0.95% من الأمريكيين الأصليين و0.32% من الأمريكيين ذوي الأصول الآسيوية و14.88% من الأعراق الأخرى و1.39% من عرقين مختلطين أو أكثر و24.53% من الهسبانيون أو اللاتينيون من أي عرق.
بلغ عدد الأسر 586 أسرة كانت نسبة 31.4% منها لديها أطفال تحت سن الثامنة عشر تعيش معهم، وبلغت نسبة الأزواج القاطنين مع بعضهم البعض 39.6% من أصل المجموع الكلي للأسر، ونسبة 11.1% من الأسر كان لديها معيلات من الإناث دون وجود شريك، بينما كانت نسبة 4.8% من الأسر لديها معيلون من الذكور دون وجود شريكة وكانت نسبة 44.5% من غير العائلات. تألفت نسبة 36% من أصل جميع الأسر من عدة أفراد يعيشون في نفس المنزل ونسبة 14.8% كانت تتألف من شخص يعيش بمفرده يبلغ من العمر 65 عاماً أو أكثر. وبلغ متوسط حجم الأسرة المعيشية 2.38، أما متوسط حجم العائلات فبلغ 3.18.
بلغ العمر الوسطي للسكان 36.1 عاماً. وكانت نسبة 22.3% من القاطنين تحت سن الثامنة عشر، وكانت نسبة 10.9% بين الثامنة عشر والرابعة والعشرين عاماً، ونسبة 28% كانت واقعةً في الفئة العمرية ما بين الخامسة والعشرين والرابعة والأربعين عاماً، ونسبة 25.2% كانت ما بين الخامسة والأربعين والرابعة والستين، ونسبة 13.6% كانت ضمن فئة الخامسة والستين عاماً فما فوق. وتوزع التركيب الجنسي للسكان بنسبة 53.2% ذكور و46.8% إناث.

## أعلام
- فرانك جنكينز
- كاليب في. هاينز
- مايك ريتشاردسون
- كليم ليويلين